# Гармонсбург (Пенсільванія)
Гармонсбург (англ. Harmonsburg) — переписна місцевість (CDP) в США, в окрузі Кроуфорд штату Пенсільванія. Населення — 309 осіб (2020).

## Географія
Гармонсбург розташований за координатами 41°39′56″ пн. ш. 80°18′51″ зх. д. / 41.66556° пн. ш. 80.31417° зх. д. (41.665533, -80.314191).  За даними Бюро перепису населення США в 2010 році переписна місцевість мала площу 3,57 км², уся площа — суходіл.

## Демографія
Згідно з переписом 2010 року, у переписній місцевості мешкала 401 особа в 161 домогосподарстві у складі 107 родин. Густота населення становила 112 осіб/км².  Було 184 помешкання (52/км²).
Расовий склад населення:
| - 97,0 % — білих - 0,2 % — корінних американців - 0,2 % — чорних або афроамериканців |

До двох чи більше рас належало 2,5 %. Частка іспаномовних становила 1,7 % від усіх жителів.
За віковим діапазоном населення розподілялося таким чином: 24,4 % — особи молодші 18 років, 63,1 % — особи у віці 18—64 років, 12,5 % — особи у віці 65 років та старші. Медіана віку мешканця становила 43,9 року. На 100 осіб жіночої статі у переписній місцевості припадало 103,6 чоловіків;  на 100 жінок у віці від 18 років та старших — 104,7 чоловіків також старших 18 років.
Цивільне працевлаштоване населення становило 99 осіб. Основні галузі зайнятості: освіта, охорона здоров'я та соціальна допомога — 41,4 %, виробництво — 26,3 %, роздрібна торгівля — 21,2 %.